# Port lotniczy Cuneo-Levaldigi
Port lotniczy Cuneo-Levaldigi – port lotniczy położony 21 km na północ od Cuneo, w regionie Piemont, we Włoszech.

## Linie lotnicze i połączenia
| Linia Lotnicza   | Kierunek                            |
| ---------------- | ----------------------------------- |
| Air Arabia Maroc | 1. Casablanca                       |
| Luxwing          | Sezonowo: 1. Figari 2. Saint-Tropez |
| Ryanair          | 1. Cagliari Sezonowo: 1. Palermo    |
| Sky Alps         | 1. Rzym-Fiumicino                   |